# Évaillé
Évaillé és un municipi francès situat al departament del Sarthe i a la regió de País del Loira. L'any 2007 tenia 373 habitants.

## Demografia

### Població
El 2007 la població de fet d'Évaillé era de 373 persones. Hi havia 141 famílies de les quals 35 eren unipersonals (27 homes vivint sols i 8 dones vivint soles), 47 parelles sense fills, 55 parelles amb fills i 4 famílies monoparentals amb fills.
La població ha evolucionat segons el següent gràfic:
Habitants censats

### Habitatges
El 2007 hi havia 222 habitatges, 150 eren l'habitatge principal de la família, 45 eren segones residències i 27 estaven desocupats. 219 eren cases i 3 eren apartaments. Dels 150 habitatges principals, 120 estaven ocupats pels seus propietaris, 25 estaven llogats i ocupats pels llogaters i 5 estaven cedits a títol gratuït; 14 tenien dues cambres, 20 en tenien tres, 42 en tenien quatre i 75 en tenien cinc o més. 103 habitatges disposaven pel capbaix d'una plaça de pàrquing. A 72 habitatges hi havia un automòbil i a 71 n'hi havia dos o més.

### Piràmide de població
La piràmide de població per edats i sexe el 2009 era:
| Homes | Edats   | Dones |
| ----- | ------- | ----- |
| 0     | 95 o +  | 4     |
| 8     | 90 a 94 | 0     |
| 0     | 85 a 89 | 8     |
| 0     | 80 a 84 | 0     |
| 16    | 75 a 79 | 12    |
| 0     | 70 a 74 | 12    |
| 24    | 65 a 69 | 16    |
| 4     | 60 a 64 | 16    |
| 16    | 55 a 59 | 8     |
| 12    | 50 a 54 | 8     |
| 8     | 45 a 49 | 4     |
| 16    | 40 a 44 | 12    |
| 12    | 35 a 39 | 12    |
| 8     | 30 a 34 | 0     |
| 8     | 25 a 29 | 8     |
| 4     | 20 a 24 | 0     |
| 4     | 15 a 19 | 4     |
| 0     | 10 a 14 | 8     |
| 4     | 5 a 9   | 4     |
| 0     | 0 a 4   | 4     |

## Economia
El 2007 la població en edat de treballar era de 215 persones, 167 eren actives i 48 eren inactives. De les 167 persones actives 154 estaven ocupades (83 homes i 71 dones) i 14 estaven aturades (6 homes i 8 dones). De les 48 persones inactives 22 estaven jubilades, 12 estaven estudiant i 14 estaven classificades com a «altres inactius».

### Ingressos
El 2009 a Évaillé hi havia 152 unitats fiscals que integraven 366 persones, la mediana anual d'ingressos fiscals per persona era de 16.295 €.

### Activitats econòmiques
Dels 13 establiments que hi havia el 2007, 1 era d'una empresa alimentària, 1 d'una empresa de fabricació d'altres productes industrials, 1 d'una empresa de construcció, 1 d'una empresa de comerç i reparació d'automòbils, 2 d'empreses de transport, 1 d'una empresa d'hostatgeria i restauració, 2 d'empreses de serveis i 4 d'empreses classificades com a «altres activitats de serveis».
Dels 5 establiments de servei als particulars que hi havia el 2009, 1 era una oficina de correu, 1 taller de reparació d'automòbils i de material agrícola, 1 guixaire pintor, 1 perruqueria i 1 restaurant.
L'únic establiment comercial que hi havia el 2009 era una fleca.
L'any 2000 a Évaillé hi havia 23 explotacions agrícoles que ocupaven un total de 1.513 hectàrees.

## Poblacions més properes
El següent diagrama mostra les poblacions més properes.